# Komunální volby na Slovensku 2014
Komunální volby na Slovensku 2014 (správně Volby do orgánů samosprávy obcí na Slovensku v roce 2014) jsou volby poslanců zastupitelstev a starostů obcí, městských částí a primátorů měst, jejichž termín se předpokládá na listopad 2014.
Ještě před konáním těchto voleb se 21. června 2014 uskuteční nové volby do orgánů samosprávy obcí Lipník, Lackov, Hucín, Poproč, Veľká Lúka, Harakovce, Bukovec, Baškovce (volba starosty) a Malé Dvorníky, Poniky, Beluj, Močiar, Rašice, Ondavka, Pavľany, Opátka (volba poslanců obecního zastupitelstva). Tyto volby jsou vyhlášeny v rámci § 48 zákona SNR č. 346/1990 Sb.
Ve volbách má být použitý nový elektronický systém, který podle předsedkyně Statistického úřadu Slovenské republiky Ľudmily Benkovičové urychlí "zpracování výsledků voleb a umožní také rychlejší generování předběžných výsledků" vytvořením elektronického registru kandidátů a podáváním elektronických zápisů.